# ISO 10006
ISO 10006:2003 (Hệ thống quản lý chất lượng - Hướng dẫn quản lý chất lượng dự án) là một tiêu chuẩn quốc tế được phát triển bởi Tổ chức tiêu chuẩn hóa quốc tế.
ISO 10006:2003 đưa ra hướng dẫn việc áp dụng quản lý chất lượng trong các dự án.
Tiêu chuẩn này áp dụng cho mọi dự án với sự đa dạng khác nhau: dự án lớn hoặc nhỏ, đơn giản hay phức tạp, ngắn hạn hay dài hạn, dự án thực hiện trong các môi trường khác nhau.
ISO 10006:2003 không phải là tài liệu hướng dẫn về quản lý dự án.
ISO 10006:2003 là một tài liệu hướng dẫn quản lý chất lượng trong các dự án, giúp đảm bảo chất lượng của các quy trình cũng như các sản phẩm của dự án, nó không nhằm mục đích sử dụng cho việc cấp chứng chỉ hay công nhận.